# 金町浄水場
金町浄水場（かなまちじょうすいじょう、英称: Kanamachi Water Purification Plant）は、東京都葛飾区金町浄水場にある東京都水道局の浄水場。
「金町浄水場」という名称は、当施設が所在する町名でもあり、丁目の設定がない単独町名である（1981年10月1日の住居表示実施により成立。元は金町一丁目の一部）。郵便番号は125-0043。

## 概要
所管部署は「東京都水道局金町浄水管理事務所」（同管理事務所は三郷浄水場も統括している）。
江戸川の表流水を1日平均約80万トン採水・処理し、都内計12区の約250万人に供給している。敷地面積は東京ドーム5.5個分に相当する。
1985年に厚生労働省の「近代水道百選」に選ばれ、中でも江戸川右岸に2基ある取水塔はトンガリ帽子とドーム状の屋根で有名。浄水場周辺を舞台とした映画『男はつらいよ』シリーズや漫画『こちら葛飾区亀有公園前派出所』にも登場する。東京都水道局は2017年9月、東京水道名所の一つに選定した。

## 沿革
江戸川上水町村組合の施設として1926年（大正15年）8月に竣工した。
1947年（昭和22年）9月20日、カスリーン台風により江戸川一帯が冠水、浄水場も浸水した。5日間に渡り給水不能となる。
高度経済成長期には水系上流の水質悪化や、取水口上流で合流する坂川に千葉県松戸市などからの生活排水が流入する影響で、低品質水道水であった。特に昭和40年代はカビ臭がひどく、活性炭処理が間に合わず、高速沈でん池にスカム（水中の有機物が腐敗し、この時に発生するガスによって浮上した有機物の「かす」）が発生する事態まで発生。1970年代初めには「カビ臭い」「墨汁のにおいだ」などの苦情が寄せられるようになった。1984年には当時の厚生省が発足させた「おいしい水研究会」に「日本一まずい水道水」と酷評されている。
東京都水道局は、1992年に東京都では初めてとなるオゾンと生物活性炭による高度浄水処理を開始。その後水系上流の水質も改善した上、2013年には高度浄水処理施設が完成して100％高度浄水処理した水の区部東部地域への供給が可能となった。この高度浄水処理された水道水は、残留塩素を除去したうえでボトリングされ『東京水』として市販された時期もある。

## 設備

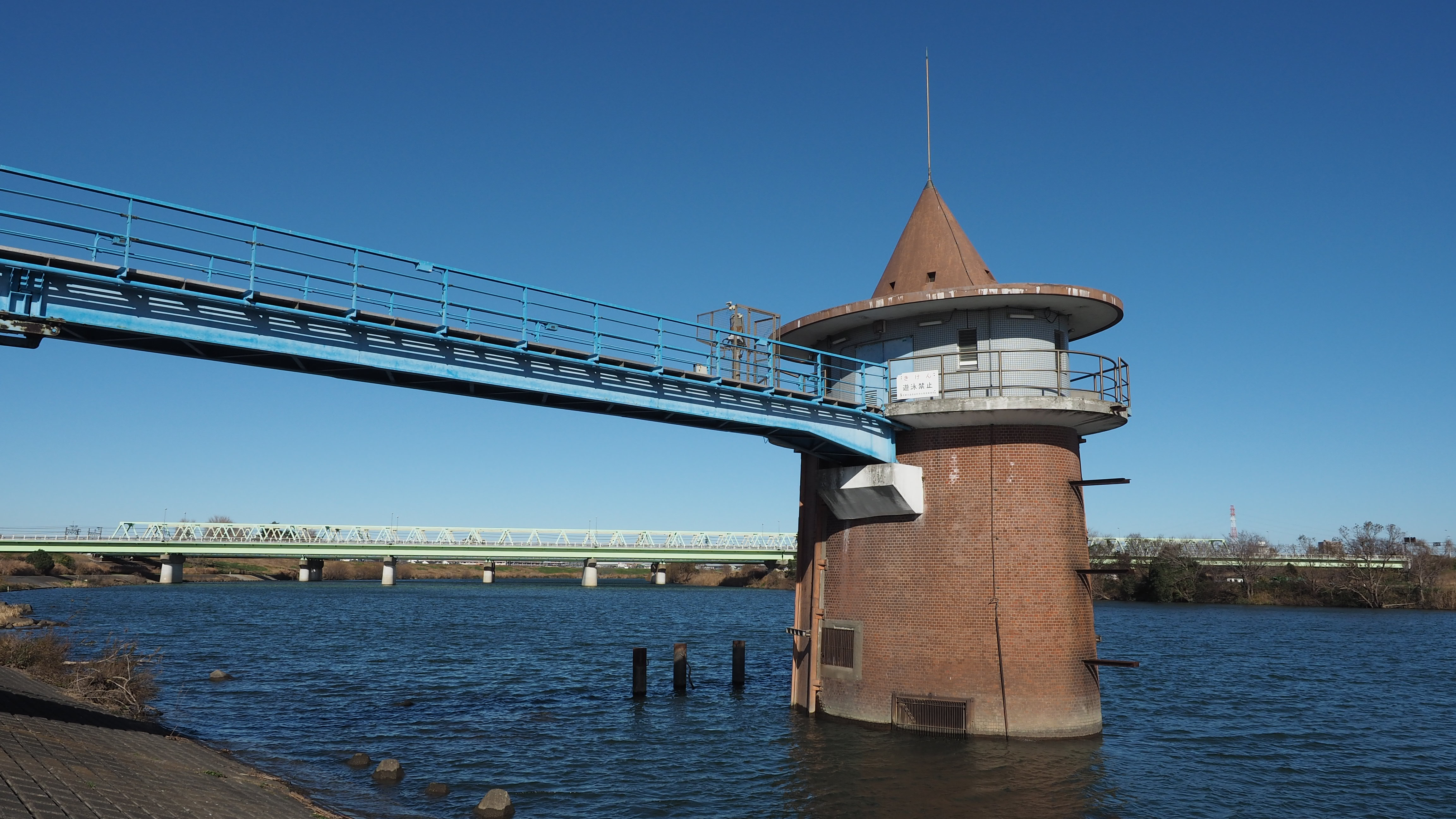
第2取水塔。1941年(昭和16年)完成。

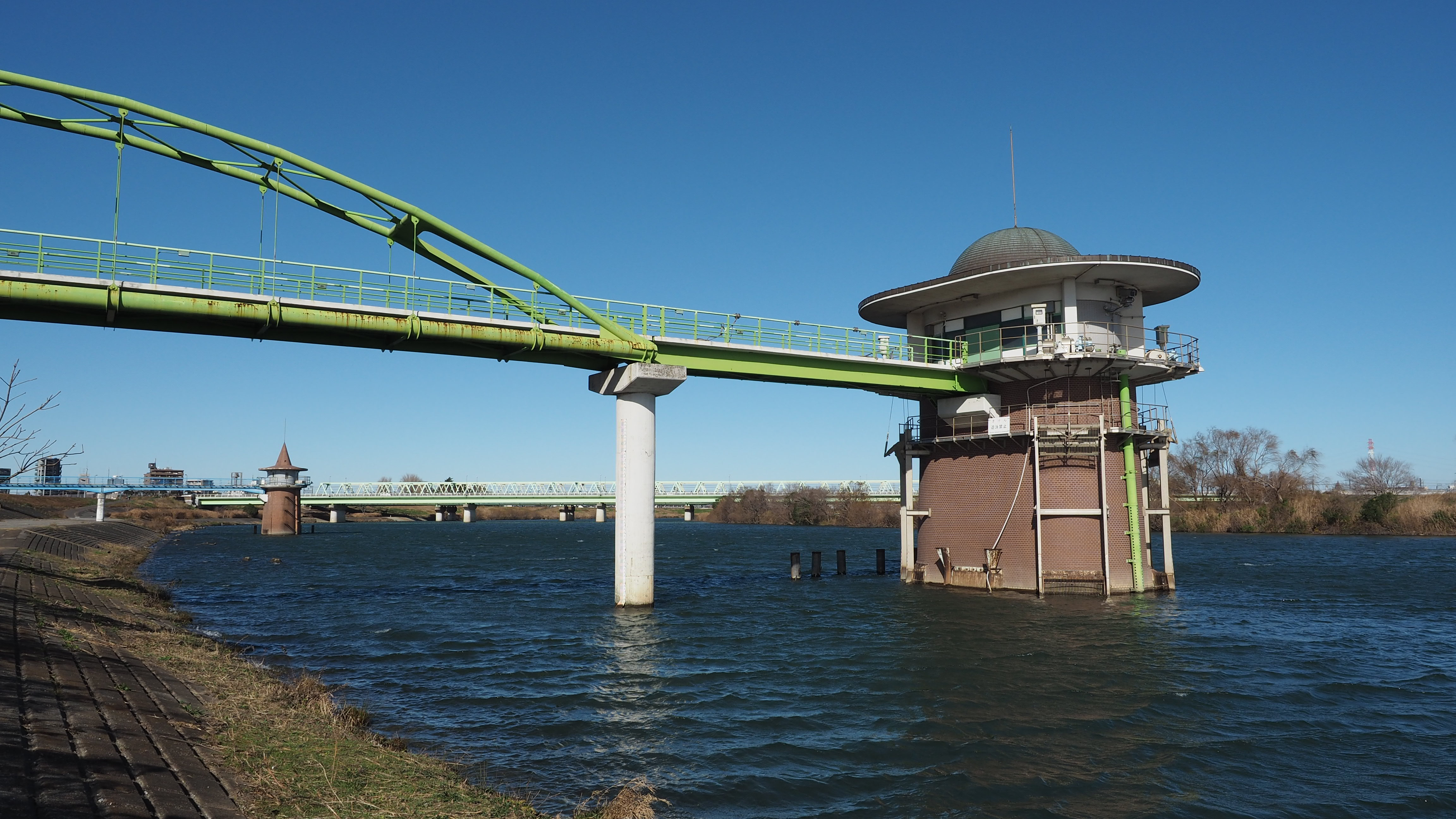
第3取水塔

### 浄水設備
- 取水塔（第2取水塔・第3取水塔[注釈 2]）
- 沈砂池
- 取水ポンプ所
- 高速沈殿池
- 高度浄水施設
- 急速ろ過池
- 配水池
- 送配水ポンプ所
- 排水処理所

### 受変電・発電設備
- 受電所
- 特高変電所
- 常用発電所
- コージェネレーションシステム
- 太陽光発電設備

## アクセス方法
鉄道
- JR東日本常磐線金町駅南口下車、徒歩15分。
- 京成金町線柴又駅下車、徒歩4分。

バス
- JR東日本常磐線金町駅南口下車。
  - 3番乗り場から京成バス（小55系統）小岩駅行乗車（約3分）。「浄水場」停留所下車。

- JR東日本総武本線小岩駅南口下車。
  - 1番乗り場から京成バス（小55系統）金町駅行乗車（約15分）。「浄水場」下車。